# Nikolaikirche (Eickenrode)

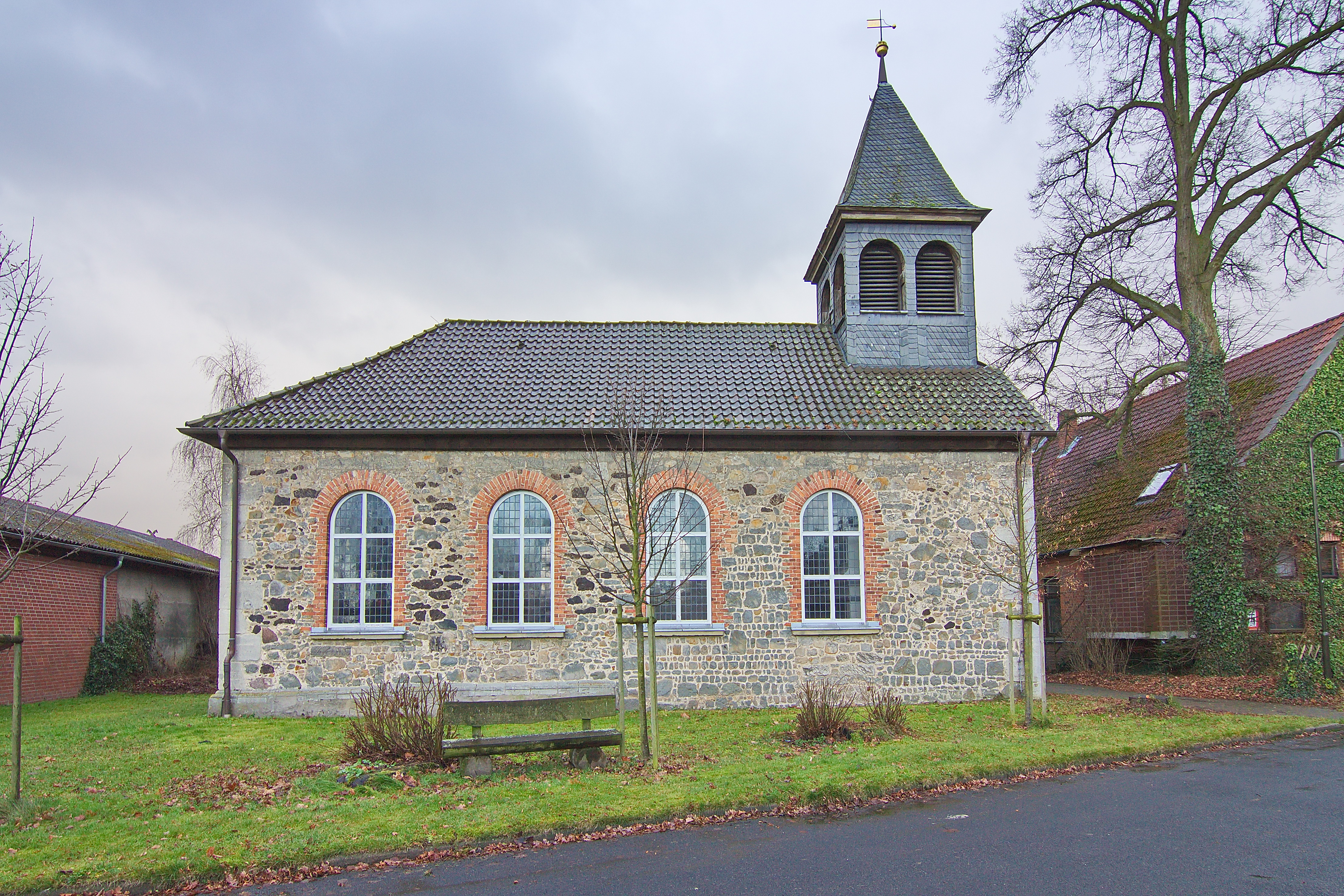
Nikolaikirche in Eickenrode

Die evangelisch-lutherische Nikolaikirche befindet sich im Dorf Eickenrode in der Gemeinde Edemissen in Niedersachsen. Sie liegt in der Mitte des Ortes am Hauptdorfweg und ist ein Baudenkmal.

## Geschichte
Die heutige Form des Kirchengebäudes als einschiffige Bruchsteinkirche stammt wohl aus der zweiten Hälfte des 17. Jahrhunderts. Auf einer Wappenscheibe der Patrone, der Herren zu Oberg in Duttenstedt, im ehemaligen Chorfenster fand man die Jahreszahl 1664. Der ehemalige Glockenstuhl war auf 1670 datiert.
Unterschiedliche Steine und auch der unterschiedliche Sockel lassen darauf schließen, dass eine ursprünglich kleinere Kirche aus dem Mittelalter (der Westteil) später auf etwa die doppelte Länge gebracht wurde. Der Name der Kirche deutet auf eine Entstehung im Mittelalter. Nikolaus von Myra war der Schutzpatron der Kaufleute und so findet sich dieser Name für viele Kirchen an Handelsstraßen. Eickenrode lag an der Straße Celle–Braunschweig.
1840 fand ein Umbau nach Plänen des damaligen Konsistorialbaumeisters Friedrich August Ludwig Hellner statt, dabei wurden die Fenster vergrößert und der Innenraum mit Emporen und einem neuen Gestühl versehen.
Auch ein Fachwerk-Dachreiter am Westende des ostseitig abgewalmten Satteldaches wurde 1840 hinzugefügt.

## Ausstattung
Innen hat die Kirche eine flache verputzte Schaldecke.
Das heutige Aussehen des Innenraumes geht auf eine Renovierung in den Jahren 1962/63 zurück. Der Kanzelaltar und die dahinter befindliche Ostempore wurde entfernt und die Kanzel und der Altar getrennt aufgestellt. 
Die Orgel wurde 1885/86 von dem Orgelbauer Furtwängler und Hammer aus Hannover als opus 230 erbaut und stand zunächst auf der Ostempore. 1963 wurde die Orgel von den Orgelbauern Schmidt & Thiemann auf die Westempore versetzt. Das Kegelladen-Instrument hat sechs Register auf einem Manualwerk (Prinzipal 8', Lieblich Gedackt 8', Octav 4', Flöte 4', Waldflöte 2', Rauschpfeife 2').
Die Glocke stammt aus dem Jahr 1507 und wurde von dem Glockengießermeister Harmen Koster aus Hildesheim gegossen. Sie hat den Ton c’’ und einen Durchmesser von 79 cm. Auf der Glocke finden sich als Motive eine Mondsichelmadonna und eine Bischofsfigur, möglicherweise Nikolaus.